# Pseudomys gouldii
Pseudomys gouldii là một loài động vật có vú trong họ Chuột, bộ Gặm nhấm. Loài này được Waterhouse mô tả năm 1839.